# Beni Ensar
Beni Ensar (in berbero: ⴰⵢⵜ ⵏⵚⴰⵔ, Ayt Nṣar; in arabo بني نصار‎?, Banī Anṣār) è una città del Marocco, nella provincia di Nador nella Regione Orientale. Si trova nei pressi della città di Nador e dell'enclave spagnola di Melilla a soli 77 km dal confine con l'Algeria. Il suo porto è uno dei più importanti del paese.
La città è anche conosciuta come Bni Nşār, Beni Enzar, Blinsar, Aït Nṣar o Ayt Nṣar.